# Johanna Mahaffy
Johanna Mahaffy (* 1. Dezember 1998 in Wien) ist eine österreichische Schauspielerin.

## Leben
Johanna Mahaffy besuchte das Gymnasium des Sacré Coeur Pressbaum. Von 2012 bis 2015 war sie Mitglied der Jungen Burg am Wiener Burgtheater, ab 2014 gehörte sie dem Jungen Ensemble Hörbiger (jöh!) von Maresa Hörbiger an. 2017 begann sie ein Schauspielstudium am Max Reinhardt Seminar der Universität für Musik und darstellende Kunst Wien, das sie 2021 abschloss. Rollenunterricht erhielt sie bei Marcus Bluhm, Regina Fritsch, Sandra Cervik, Christian Nickel, Christoph Luser, Maria Happel und Roland Koch.

### Theater
Mit Beginn der Spielzeit 2021/22 wurde sie festes Ensemblemitglied am Theater in der Josefstadt, wo sie als Mitzi Haberl im Bockerer auf der Bühne stand.  Unter der Regie von Claus Peymann spielte sie in Der König stirbt von Eugène Ionesco an den Kammerspielen der Josefstadt das Julchen. Im Rahmen der Verleihung des Nestroy-Theaterpreises 2021 wurde sie neben Paula Nocker und Teresa Dopler für einen Nestroy in der Kategorie Bester Nachwuchs weiblich für ihre Darstellung in Stolz und Vorurteil* (*oder so) von Isobel McArthur nach Jane Austen, einer Koproduktion des Burgtheaters im Kasino und des Max Reinhardt Seminars, nominiert. In Frank Wedekinds Lulu übernahm sie im Oktober 2023 an den Kammerspielen der Josefstadt die Titelrolle.
Bei den Festspielen Reichenau stand sie im Sommer 2022 als Mascha in Anton Tschechows Die Möwe auf der Bühne. Im Oktober 2022 feierte sie am Theater in der Josefstadt als Axinja Danilowna in der Komödie Der Wald an der Seite von Andrea Jonasson Premiere. In der Uraufführung von Es muss geschieden sein von Peter Turrini bei den Raimundspielen Gutenstein mit  Günter Franzmeier verkörperte sie im Juli 2023 die Rolle der Zäzilie. Im März 2024 übernahm sie in der Uraufführung von Leben und Sterben in Wien von Thomas Arzt an der Josefstadt die Rolle der Sara. In Ferdinand Raimunds Der Alpenkönig und der Menschenfeind spielte sie unter der Regie von Josef E. Köpplinger an der Josefstadt ab September 2024 das Malchen. Im Mai 2025 stand sie an der Josefstadt als Erna Wahl in Schnitzlers Das weite Land auf der Bühne.

### Film und Fernsehen
Im Fernsehen war sie 2016 im Spielfilm Die Kinder der Villa Emma von Nikolaus Leytner mit Sophie Stockinger als Paula Zwickel zu sehen. Episodenrollen hatte sie in den Serien SOKO Kitzbühel, Schnell ermittelt sowie SOKO Donau/SOKO Wien, in der sie unter anderem die Rolle der Lara K. in der gleichnamigen Folge verkörperte. 2021 stand sie für Dreharbeiten zum Historiendrama Corsage von Marie Kreutzer als Kammerzofe Lotti vor der Kamera.
In der im April 2022 veröffentlichten ARD/ORF-Serie Euer Ehren übernahm sie an der Seite von Taddeo Kufus als Julian Jacobi die Rolle von dessen Freundin Lena.

## Filmografie (Auswahl)
- 2015: SOKO Donau/SOKO Wien – Lara K. (Fernsehserie)
- 2016: Die Kinder der Villa Emma (Fernsehfilm)
- 2016: SOKO Kitzbühel – Bling Bing tot (Fernsehserie)
- 2017: Schnell ermittelt – Einsamkeit (Fernsehserie)
- 2018: Der Trafikant (Kinofilm)
- 2018: SOKO Donau/SOKO Wien – Alte Indianer (Fernsehserie)
- 2021: SOKO Kitzbühel – Home Invasion (Fernsehserie)
- 2022: Euer Ehren (Fernsehserie)
- 2022: Corsage (Kinofilm)

## Hörspiele (Auswahl)
- 2020: Sibylle Berg: Hauptsache Arbeit! Szenen aus dem gleichnamigen Theaterstück (Frau) – Bearbeitung und Regie: Harald Krewer (Hörspielbearbeitung – ORF)

## Auszeichnungen und Nominierungen
Nestroy-Theaterpreis 2021
- Nominierung in der Kategorie Bester Nachwuchs weiblich für Stolz und Vorurteil* (*oder so)[6][7]